# 大学橄榄球季后赛全国冠军赛
大学橄榄球季后赛全国冠军赛（英語：College Football Playoff National Championship），是美国大学橄榄球大学橄榄球季后赛的决赛。每年举办一次，在中立场地进行。比赛将决出大学橄榄球最高水平的NCAA第一级别美式足球碗赛分区（FBS）的冠军。

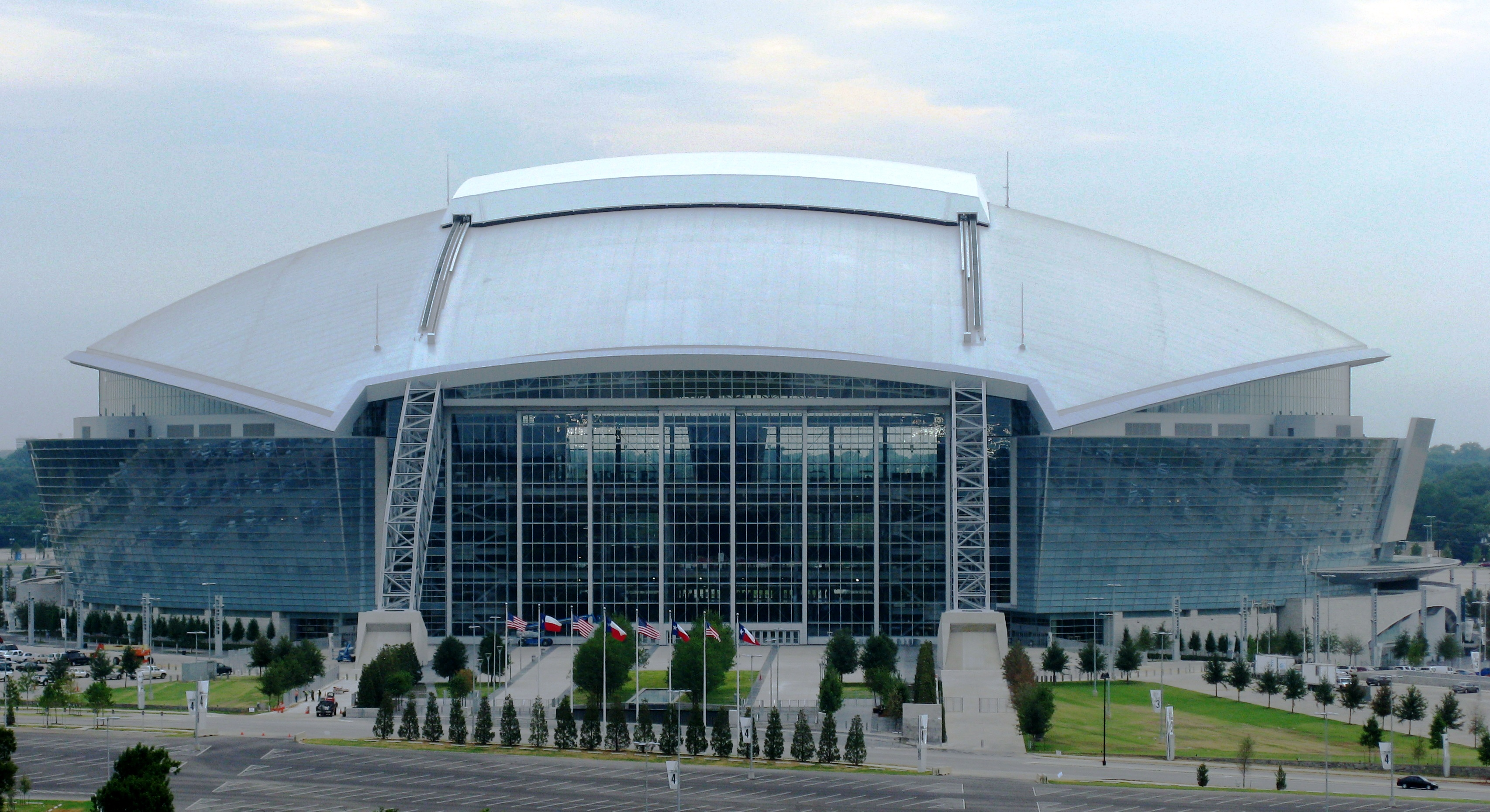
首届决赛于2015年1月在AT%26T體育場举行

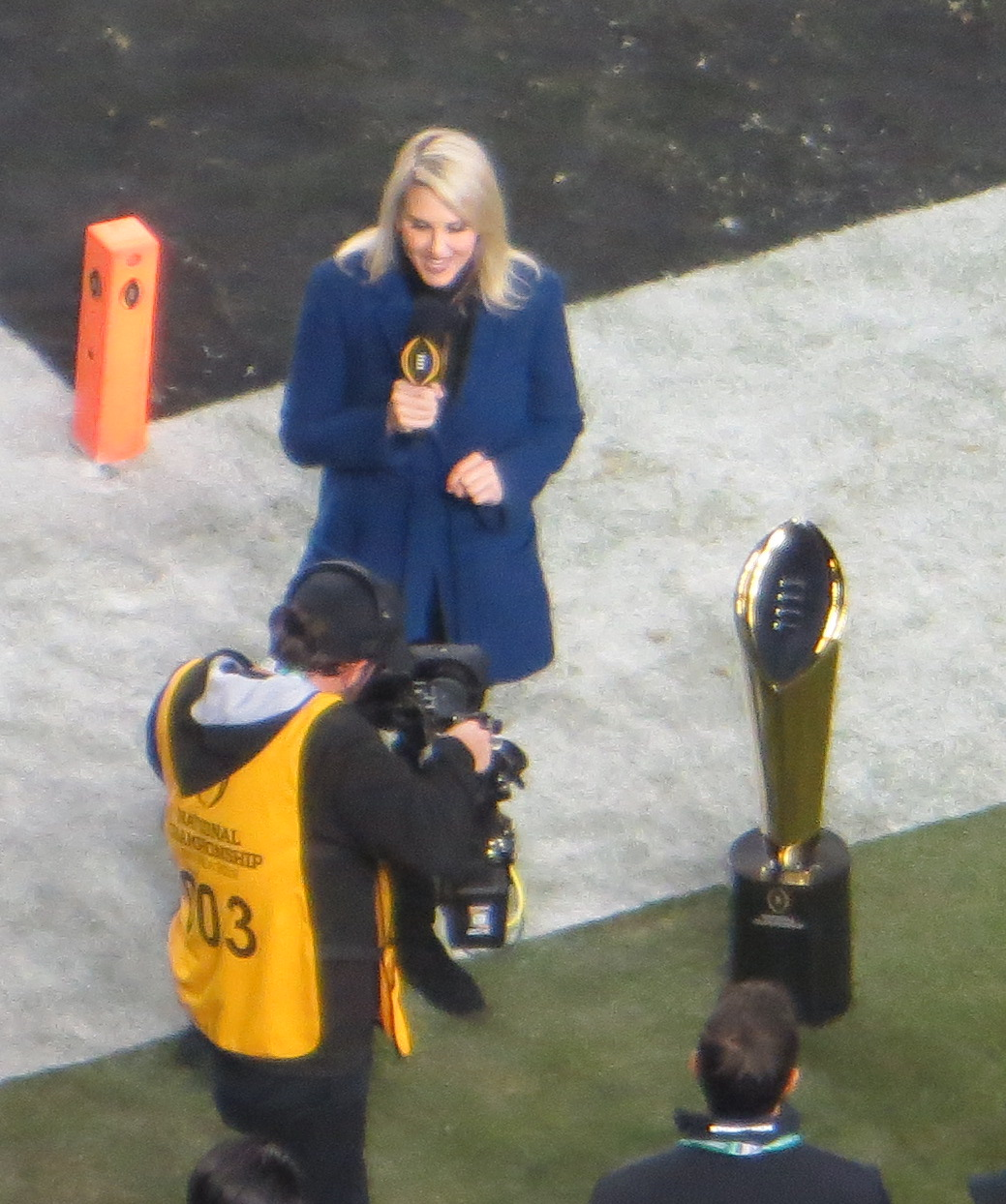
一个记者站在冠军奖杯旁

## 背景
大学橄榄球季后赛全国冠军赛的前身为1998–2013年间的BCS全国冠军赛。BCS（碗冠军系列赛，Bowl Championship Series）系统使用民意调查、教练投票和计算机算法相结合的方法进行球队排名，排名前两名的球队之间进行冠军赛。
然而BCS全国冠军赛的形式是有争议的，國家大學體育協會（NCAA）并不会授予获胜球队冠军，冠军头衔是由其他不同的机构授予的。例如2003赛季的全国冠军赛，当时有三支自动排位联盟的球队都是全赛季仅输一场，即俄克拉荷马大学（12胜1负）、路易斯安那州立大学（12胜1负）、南加州大学（11胜1负），南加州仅有的一场败绩还是经过三场加时后输的。尽管美联社投票（AP Poll）和教练投票都将南加州列为第一名，但BCS系统将南加州排在第三名，最终南加州无缘冠军赛。这种状况导致2003年出现了一次“分裂”的全国冠军头衔，即最终路易斯安那州立大学获得的BCS全国冠军，南加州大学获得了美联社投票的全国冠军。
不少人批评BCS全国冠军赛的形式，冠军赛球队靠民意调查、计算机排名、受欢迎程度和人为偏见来选择，而非采用其他体育比赛的锦标赛形式。2008年美国总统竞选时，ESPN主持人的克里斯伯曼曾询问奥巴马希望改变体育上的哪一件事，奥巴马回应说他不喜欢使用计算机排名来确定碗冠军系列赛，他支持前八名球队的大学橄榄球季后赛形式。昆尼皮亞克大學民意调查研究所进行的调研显示，仅有26%的人喜欢BCS碗冠军系列赛的形式，63%更喜欢季后赛的形式。 
考虑到比赛及投票方面的争议、球迷投诉、比赛收视率下降等因素，各大联盟决定取消原BCS碗冠军系列赛，设立大学橄榄球季后赛，选出4只球队，通过半决赛-总决赛的形式决出冠军，于2014年常规赛之后首次开始。新的季后赛不再使用民意调查或计算机排名来选择球队，而是建立一个13名成员的委员会进行球队选择。

## 球场选择
比赛在中立地点进行，由潜在城市竞标决定。体育场需要能容纳至少65,000名观众，且不能在同一年同时举办半决赛和冠军赛。
2013年12月16日，宣布了2016年和2017年冠军赛的决赛场地，分别为亚利桑那州格伦代尔的凤凰城大学体育场和佛罗里达州坦帕的雷蒙詹姆斯體育場。当时共有四个城市竞争2016年的决赛地，六个城市竞争2017年的决赛地。

## 奖杯
奖杯高67厘米，重16公斤，由24克拉金、青铜和不锈钢制成。奖杯的主体为金色，顶部为灰金属色的扁平状全尺寸橄榄球，橄榄球上的四道鞋带代表四支季后赛球队。底座采用黑色铜绿制成，重14公斤。
奖杯至今为止一直由胡椒博士集團（Dr Pepper）赞助。

## 历届冠军
| 赛季 | 日期          | 夺冠                   | 夺冠 | 负方                         | 负方 | 场馆                | 城市                   | 上座人数 |
| ---- | ------------- | ---------------------- | ---- | ---------------------------- | ---- | ------------------- | ---------------------- | -------- |
| 2014 | 2015年1月12日 | No. 4 俄亥俄州立七叶树 | 42   | No. 2 俄勒冈鸭               | 20   | AT&T體育場          | 得克萨斯阿灵顿         | 85,788   |
| 2015 | 2016年1月11日 | No. 2 阿拉巴马红潮     | 45   | No. 1 克莱门森老虎           | 40   | 州立農業體育館      | 亞利桑那格伦代尔       | 75,765   |
| 2016 | 2017年1月9日  | No. 2 克莱门森老虎     | 35   | No. 1 阿拉巴马红潮           | 31   | 雷蒙詹姆斯體育場    | 佛罗里达坦帕           | 74,512   |
| 2017 | 2018年1月8日  | No. 4 阿拉巴马红潮     | 26   | No. 3 佐治亚斗牛犬           | 23   | 梅賽德斯-賓士體育場 | 喬治亞亚特兰大         | 77,430   |
| 2018 | 2019年1月7日  | No. 2 克莱门森老虎     | 44   | No. 1 阿拉巴马红潮           | 16   | 李维斯体育场        | 加利福尼亚圣克拉拉     | 74,814   |
| 2019 | 2020年1月13日 | No. 1 路州大老虎       | 42   | No. 3 克莱门森老虎           | 25   | 凱撒超級巨蛋        | 路易斯安那新奥尔良     | 76,885   |
| 2020 | 2021年1月11日 | No. 1 阿拉巴马红潮     | 52   | No. 3 俄亥俄州立七叶树       | 24   | 硬石体育场          | 佛罗里达迈阿密加登斯   | 14,926‡  |
| 2021 | 2022年1月10日 | No. 3 佐治亚斗牛犬     | 33   | No. 1 阿拉巴马红潮           | 18   | 魯卡斯石油體育場    | 印第安納印第安納波利斯 | 68,311   |
| 2022 | 2023年1月9日  | No. 1 佐治亚斗牛犬     | 65   | No. 3 德克萨斯基督教大学角蛙 | 7    | SoFi體育場          | 加利福尼亞英格爾伍德   | 72,628   |
| 2023 | 2024年1月8日  | No. 1 密歇根大学狼獾队 | 34   | No. 2 华盛顿大学哈士奇队     | 13   | NRG體育場           | 德克薩斯州休士頓       | 72,808   |
| 2024 | 2025年1月20日 | No. 8 俄亥俄州立七叶树 | 34   | No. 7 圣母大学战斗爱尔兰人队 | 23   | 梅賽德斯-賓士體育場 | 喬治亞州亚特兰大       | 77,660   |

‡ 2021年比赛的观众数因COVID-19影响而受限

来源：